# Longomontanus (cratère)
Longomontanus est un cratère lunaire situé sur la face visible de la lune.
Il a été nommé d'après l'astronome et mathématicien danois Christian Sørensen Longomontanus.